# F1 Grand Prix (игра, 2005)
F1 Grand Prix — первая игра про Формулу-1, выпущенная Sony для платформы PlayStation Portable. Игра была разработана студией Traveller’s Tales и выпущена 1 сентября 2005 года в Европе. В игре представлены реальные трассы, команды и пилоты сезона 2005 года Формулы-1.

## Игровой процесс
В игре представлены следующие режимы:
- «Быстрая гонка» — участие в заезде со случайными настройками.
- «Events» делятся на задания на время, одиночным Гран-при и сценарии.
- «Чемпионат Мира» позволяет игроку принять участие в полном чемпионате мира Формулы-1 2005.
- «Сетевая игра» рассчитана 2—8 игроков через WiFi.
- «TV-режим» позволяет игроку смотреть гонку как в телетрансляции.

В игре представлены начальные составы пилотов сезона 2005 Формулы-1, изменения в составах команд того сезона в игре не предусмотрены, а также все трассы чемпионата мира Формулы-1 2005.
По мере прохождения, игрок может открыть 19 дополнительных трасс, 5 классических болидов F1 и секретную невидимую машину.

## Отзывы
| Сводный рейтинг | Сводный рейтинг |
| Агрегатор       | Оценка          |
| --------------- | --------------- |
| GameRankings    | 61,50 %         |